# Powstać z popiołów
Powstać z popiołów (ang. Ashes to Ashes, 2008–2010) – brytyjski serial kryminalny nadawany przez stacje BBC One oraz BBC HD od 7 lutego 2008 roku do 21 maja 2010 roku. W Polsce nadawany był przez kanał BBC Entertainment.

## Opis fabuły
Londyn, 2008 rok. Alex Drake (Keeley Hawes) jako psycholog policyjny zajmuje się profilowaniem portretów przestępców. W dzień urodzin swojej córeczki zostaje wezwana, by pomóc uratować zakładniczkę. Na miejscu się, że napastnik doskonale ją zna i wie o pewnych wydarzeniach z jej przeszłości. Kiedy zostaje przez niego porwana i postrzelona, niespodziewanie budzi się w roku 1981.
Nie rozumie co się stało, gdy obok ludzi z jej świata, pojawiają się stróże prawa, postaci z notatek służbowych, które przez kilka miesięcy analizowała. Alex stara sobie wytłumaczyć, że to tylko jej umysł wytworzył świat, w którym się znalazła, i szuka sposobu na wydostanie się z lat 80. Przychodzi jej jednak do głowy myśl, iż być może cofnęła się w czasie, by zapobiec tragicznym wydarzeniom, które spotkały ją w 2008 roku.

## Obsada
- Keeley Hawes jako Alex Drake
- Philip Glenister jako Gene Hunt
- Dean Andrews jako Ray Carling
- Marshall Lancaster jako Chris Skelton
- Montserrat Lombard jako Shaz Granger

i inni